# Rosnička zelená
Rosnička zelená (též rosnička stromová; Hyla arborea) je malá žába a jediný zástupce čeledi rosničkovitých v Česku. Mimo Česka obývá téměř celé území Evropy: Ukrajinu, Bělorusko, Balkán, Krétu, Itálii, Benelux, Slovensko, Polsko, větší část Německa, většinu Francie a Nizozemska, severozápadní část Pyrenejského poloostrova. Chybí na Britských ostrovech, na většině území Skandinávie a Dánska, Alp a malé části severního Nizozemska a Německa. V Česku žije především v nížinách, maximálně do 750 m n. m.
K životu vyhledává vlhké listnaté lesy, kde vystupuje i do vyšších pater stromů.

## Popis
Dorůstá délky 3–5 cm a výšky 3–4 cm, což ji činí jednou z nejmenších žab v Česku. Historicky proslula jako jakýsi barometr, jelikož reaguje na změnu tlaku, který kolísá obvykle před deštěm, a začne skřehotat. Charakteristické skřehotání však vydává i v období rozmnožování nebo těsně před ním. Zbarvení rosniček zelených je poněkud proměnlivé, jelikož kožní pigmenty reagují na teplotu a vlhkost, a tak se její zbarvení mění od světle zelené na tmavě zelenou, nažloutlou, šedou nebo dokonce až na nahnědlou. Zadní končetiny má znatelně silnější než přední, což umožňuje rychlé skákání. Na obou končetinách má přilnavé terčíky určené pro šplhání a na poměrně kulaté hlavě a na bocích nápadný vodorovný černý proužek, který se táhne od nozder přes oko a ušní bubínek až k předním končetinám. Obě pohlaví jsou si na první pohled velice podobná, ale bezpečnou odlišností je samcův hnědožlutý vak na hrdle. Pulci jsou černohnědí, zlatavě tečkovaní, později zelenaví. Mají značně vysoký kožní lem, začínající už na hlavě, a nápadně lesklé břicho.

## Skřehotání

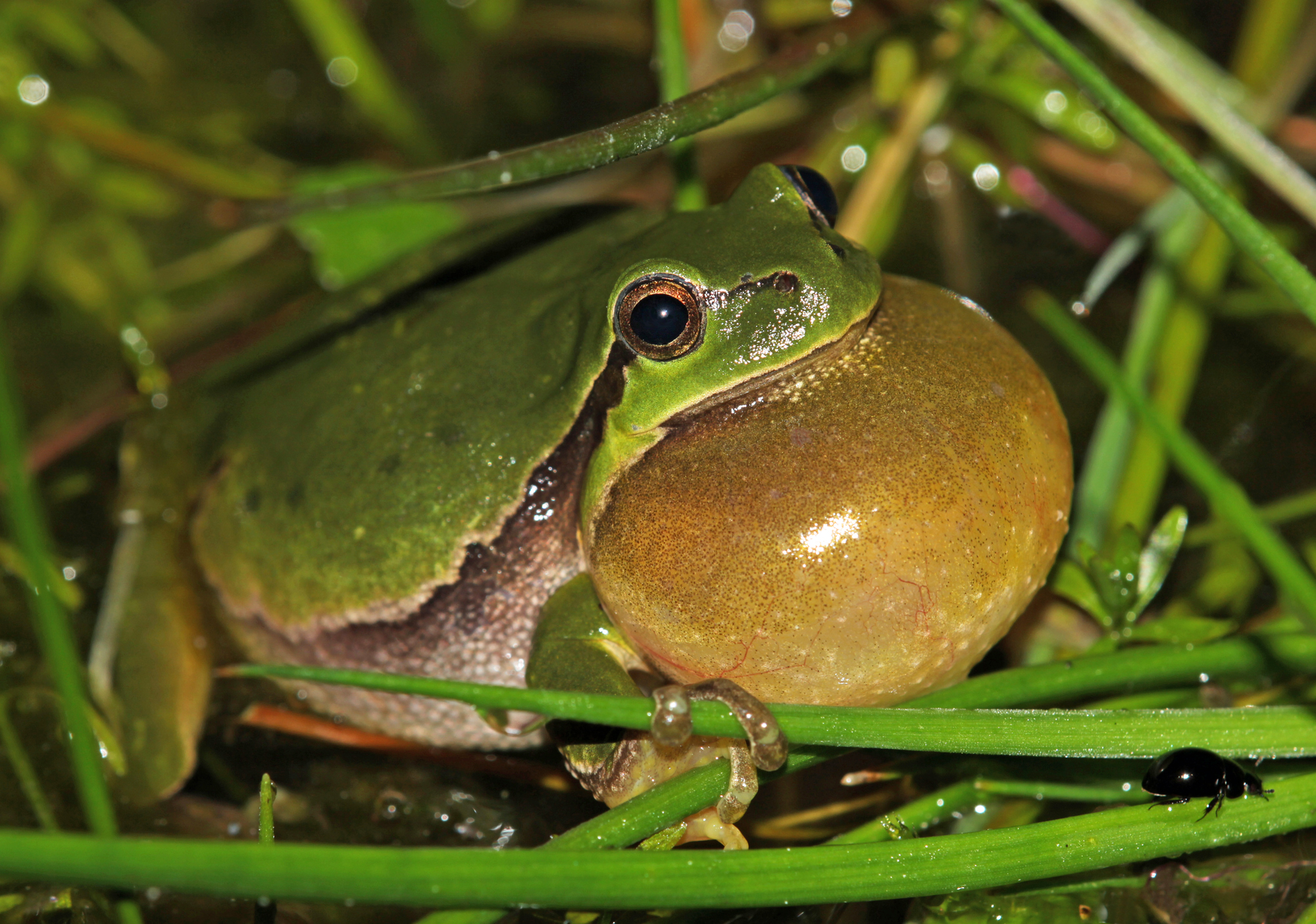
Skřehotající samec

Na rozdíl od mnoha druhů žab, které mají tak podobné skřehotání, že je nejde podle něj ani rozlišit, má rosnička zelená velice charakteristický hlas. Samec skřehotá pomocí vaku na hrdle, který se skřehotáním nafukuje. Skřehotání rosničky zelené je nejvýraznější v období rozmnožování, ale hojně se ozývá i mimo toto období. Vzhledem k velikosti žáby je zvuk až neuvěřitelně hlasitý a jde slyšet i na vzdálenost několika kilometrů, což z rosničky zelené činí nejhlasitější žábu Evropy.[zdroj?] Charakteristické skřehotání, podle kterého se snadno určuje i jejich výskyt, je silně rytmické „kre-kre-kre-kre-kre...“ a podobá se hlasu chřástala nejmenšího (Porzana pusilla) či chřástala malého (Porzana parva). Aktivní začíná být rosnička zelená zhruba od dubna a skřehotat začíná od pozdního odpoledne nebo za soumraku, občas skřehotá i přes noc.

## Potrava

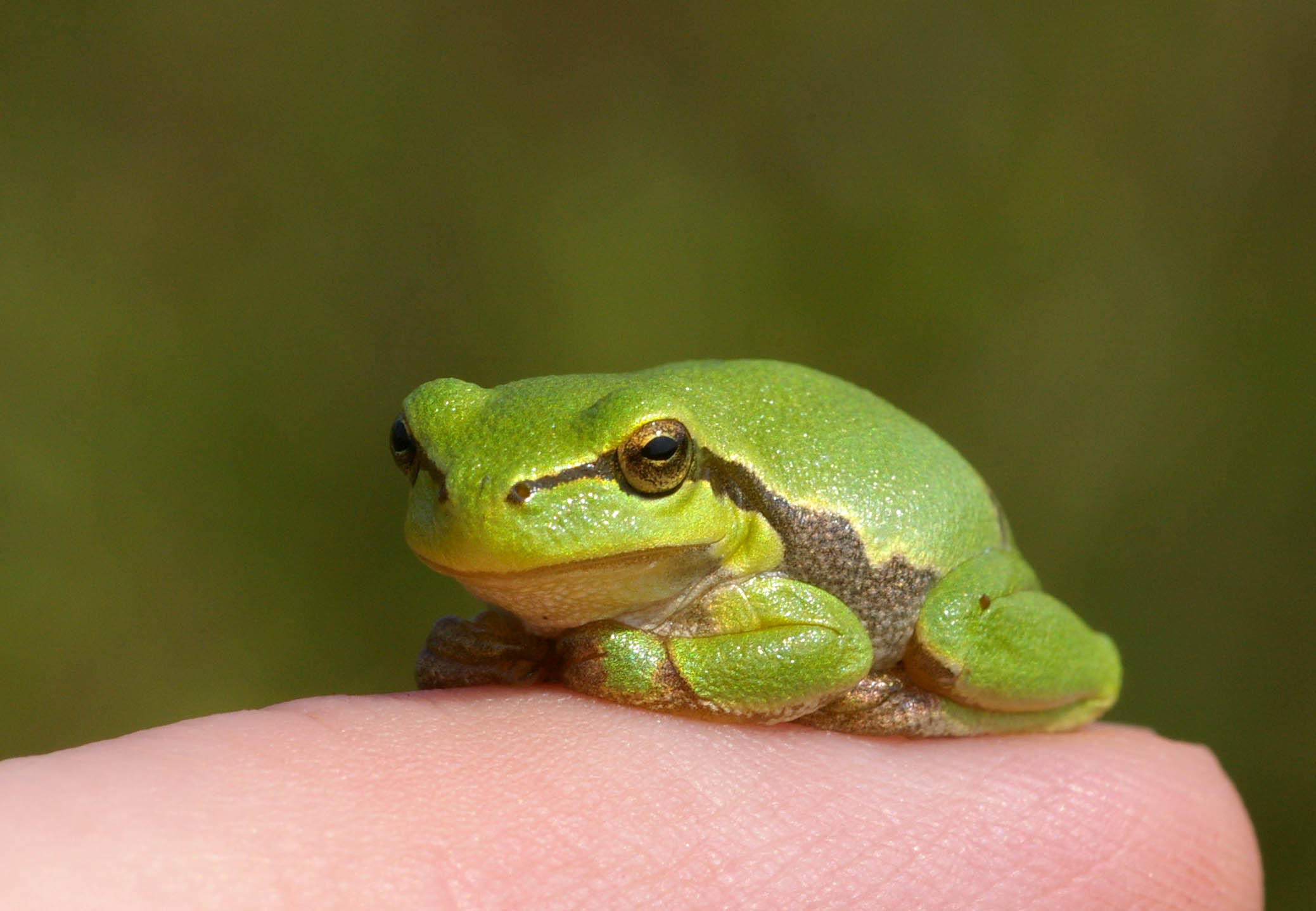
Velmi mladý exemplář rosničky zelené

Rosnička zelená se živí širokou škálou obvykle živočišné potravy. Pulci požírají vodní bezobratlé jako např. plankton, možný je i kanibalismus. Dospělci se živí převážně většími bezobratlými než pulci, obvykle hmyzem a pavouky, které nacházejí na listech stromů a které často loví pomocí rychlého skoku, na který kořist nestačí většinou nijak zareagovat.

## Rozmnožování

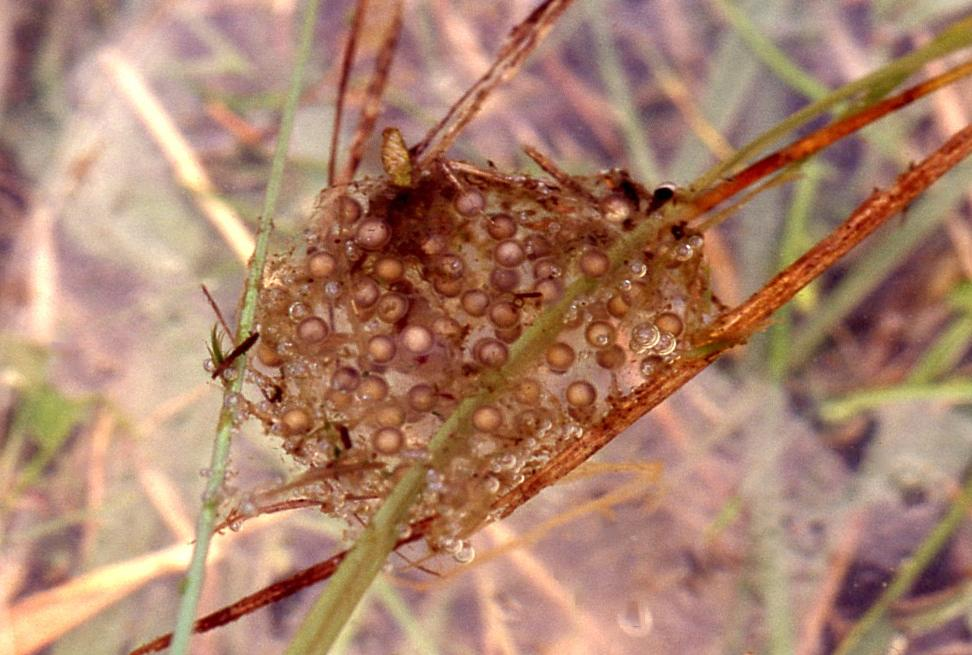
Vajíčka

Rosnička zelená dosahuje pohlavní dospělosti zhruba ve věku jednoho roku. Dospělci se páří s příchodem dubna, kdy své partnerky samci lákají výrazným skřehotáním a vrtivými pohyby. Páření začíná ihned po přilákání samice a jelikož bývá samec menší, lehá si na záda samice. Samice vajíčka kladou obvykle dvakrát do roka.
Samice vajíčka klade většinou během května, nejdříve, ale to je velice výjimečné, na konci března. Vajíčka jsou spojena v chumáče, které jsou velké zhruba jako vlašské ořechy a bývají nakladeny v porostech vodních rostlin na mělčinách. V jednom chomáči je obvykle 10 až 50 vajíček. Vrcholek každého vajíčka, které dosahuje zhruba 1,5–2 mm, je hnědý, dolní část pak žlutavě bílá. Po nakladení se vajíčka seřadí do skupinových řad, přičemž se část snůšky dostane do řady spodní.
Doba, po kterou se vajíčka vyvíjejí, závisí na teplotě vody. Vajíčka umístěná v druhé, spodní řadě se vyvíjejí podstatně pomaleji než vajíčka umístěná těsně pod hladinou, kde jsou vystavena přímému slunečnímu svitu.

## Ochrana
Rosnička zelená je v České republice vyhodnocena jako silně ohrožený druh a je zákonem přísně chráněná. Nejvíce ji ohrožuje rušení vodních nádrží, ve kterých se množí, a regulace toků spojená s likvidací přilehlých zarostlých mokřin a tůní, obecně tedy ničení přirozeného biotopu. Mezi hrozby patří i intenzivní rybníkářství, například hnojení rybníků, kvůli kterému dochází k takovému nahromadění organických látek, že zabíjí mladé pulce, čímž hynou celé populace.
Pro záchranu tohoto druhu bývají rosničky zelené přemísťovány do vhodnějšího prostředí, nebo bývají tvořeny umělé nádrže s přirozenou pobřežní vegetací.